# 쿠르티시아
쿠르티시아(학명: Curtisia dentata 쿠르티시아 덴타타[*]) 또는 아세가이나무는 층층나무목에 속하는 속씨식물 나무로 남아프리카에서 자생한다. 쿠르티시아속의 유일종이며, 이 종은 원래 층층나무과의 하나로 분류했으나 현재는 자신의 이름을 딴 쿠르티시아과(Curtisiaceae)로 분류하고 있다. 정원수로 인기를 얻고 있으며, 어두운 광택이 나는 무성한 잎과 순백색의 장과가 열린다.
이 나무의 껍질은 아프리카의 전통 의약품 중에서 아주 인기있는 약제이며, 이 때문에 남벌을 해서, 남아프리카 일부 지역에서는 개체수가 줄어들고 있다.

## 이름
"아세가이나무"라는 이름은 아프리카 투창 - 줄루족 아세가이 -에서 유래했으며, 이는 전통적으로 이 나무 줄기로 투창을 만들었기 때문이다. 속명 "쿠르티시아"(Curtisia)는 식물학자 윌리엄 커티스(William Curtis, 식물학잡지(The Botanical Magazine)의 창간자)의 이름에서, 학명 "덴타타"(dentata)는 이 종의 잎 가장자리가 약간 거치(鋸齒, 톱니모양의 잎) 형태를 띠기 때문에 "톱니 모양"을 의미하는 라틴어에서 유래했다.

## 사진

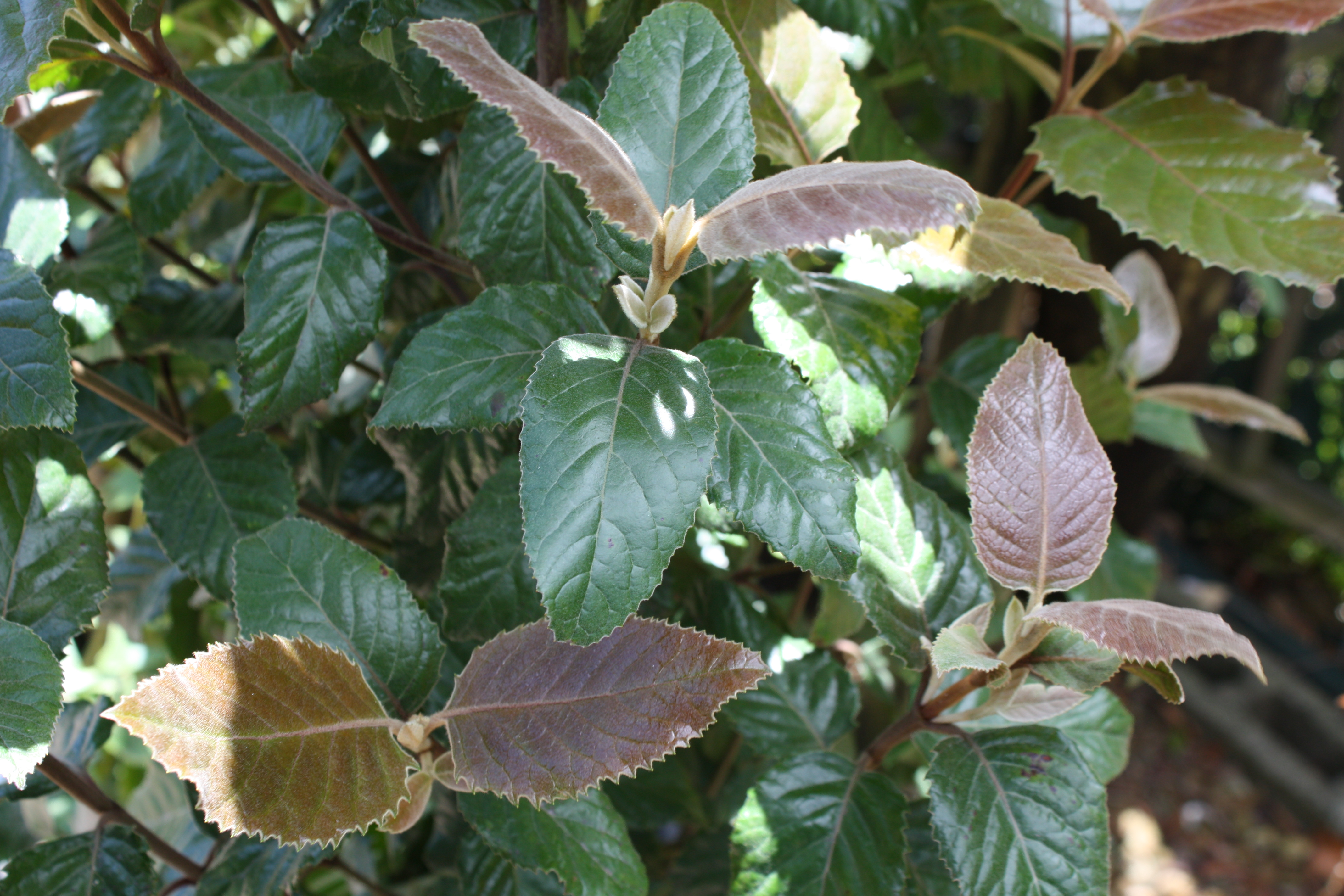
잎.
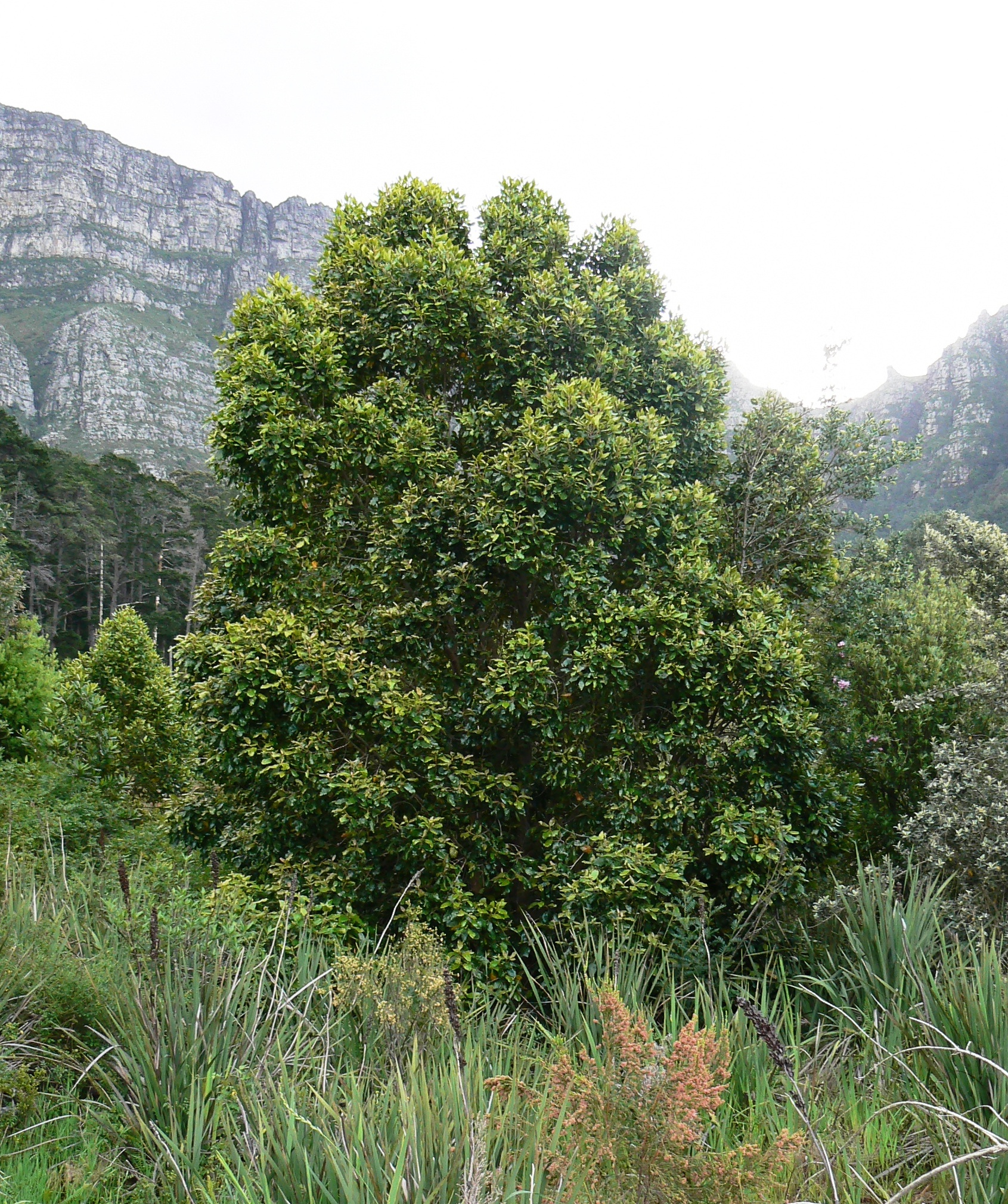
케이프 타운의 아세가이 나무.
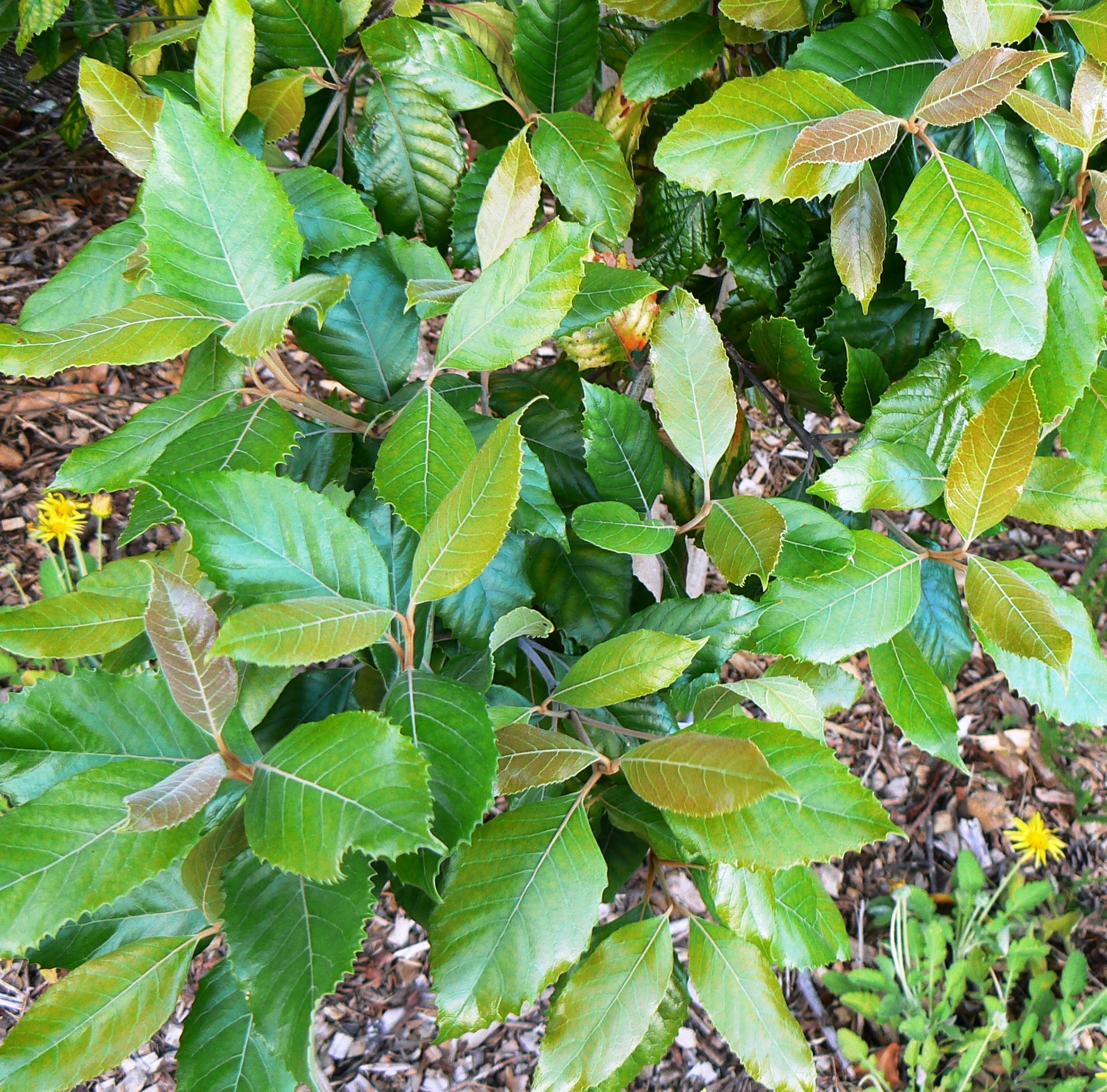
여러 색깔의 군엽(群葉).
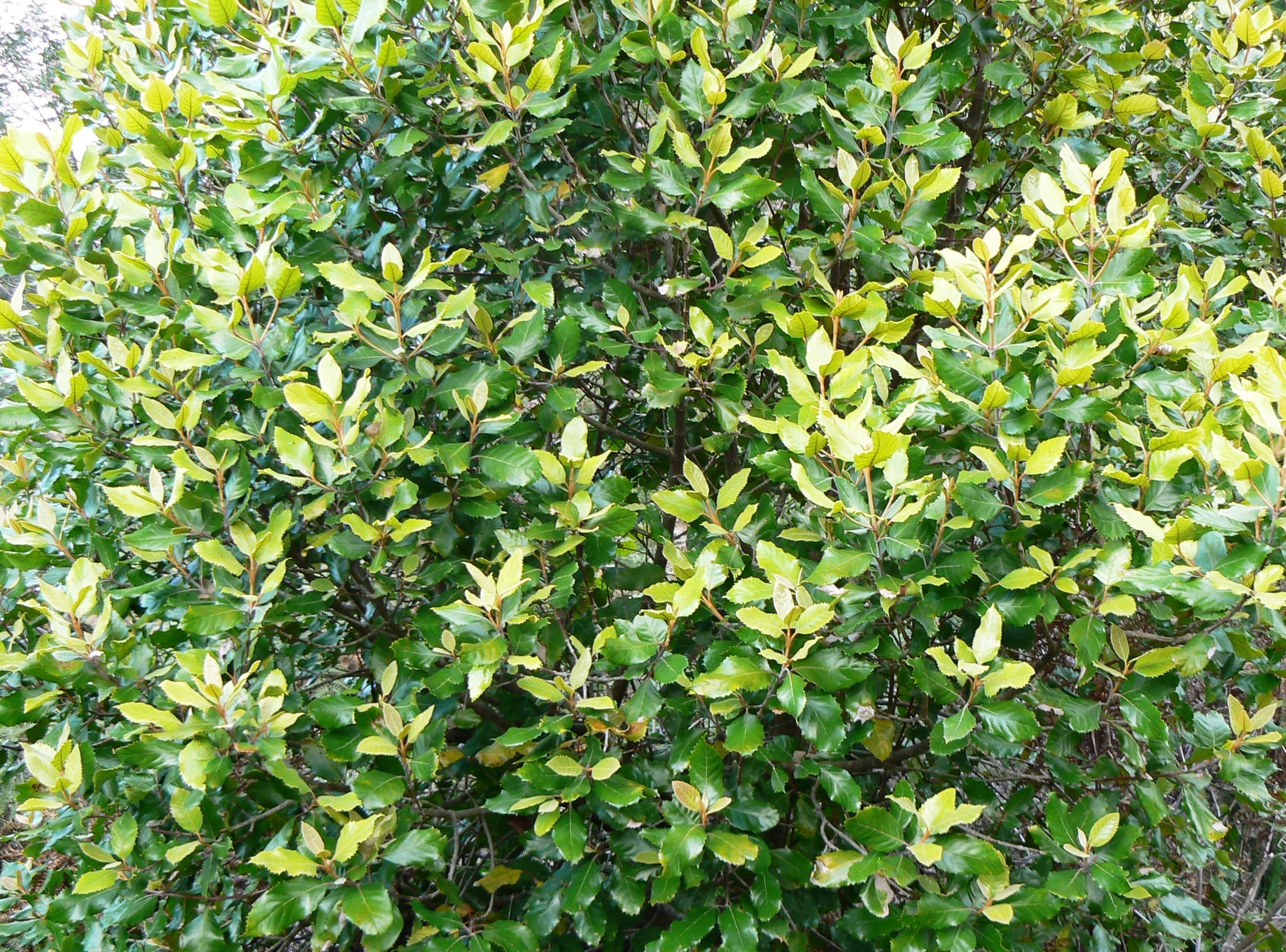
울타리 또는 가림막으로 유용한 Curtisia dentata.